# Charline Avenel
Pour les articles homonymes, voir Avenel (homonymie).
Charline Avenel, née le 24 mai 1978, est une haute fonctionnaire française, rectrice de l'académie de Versailles du 24 octobre 2018 au 13 juillet 2023.

## Biographie

### Jeunesse et études
Charline Avenel est diplômée de l'Institut d'études politiques de Paris (1999, section Service Public).
Elle est ancienne élève de l'École nationale d'administration, dans la promotion 2002-2004 « Léopold Sédar Senghor », aux côtés d'Emmanuel Macron.

### Parcours professionnel
Elle commence sa carrière au ministère de l'Économie et des Finances à la direction du Budget (2004-2007), comme adjointe au chef du bureau éducation et enseignement supérieur.
En 2008, elle est nommée conseillère budgétaire auprès de Valérie Pécresse, ministre de l'Enseignement supérieur et de la Recherche puis directrice-adjointe de son cabinet. Puis, elle exerce les mêmes fonctions au même ministère auprès de Laurent Wauquiez de juillet 2011 à mai 2012,.
De 2012 à 2013, elle est directrice-adjointe de l'Agence nationale de la recherche.
En mai 2013, elle est nommée par Frédéric Mion, secrétaire générale de la Fondation nationale des sciences politiques qui chapeaute l'Institut d'études politiques de Paris. Elle participe notamment à la réforme des statuts de l’institut et de son modèle économique et mène le chantier de l’acquisition de l'hôtel de l'Artillerie.
Par un décret du 24 octobre 2018 qui porte le pourcentage de recteurs non titulaires d’une HDR de 20 à 40 %, Emmanuel Macron permet sa nomination comme rectrice de l'académie de Versailles et cela serait à la suite de la demande de Jean-Michel Blanquer, alors ministre de l'Education nationale. Cette nomination, rendue possible par l’assouplissement des critères d’accès à la fonction de recteur, suscite une polémique, certains soulignant qu’elle ne remplissait pas auparavant les conditions requises,,,.
A ce poste, elle lance une campagne de recrutement des enseignants et des campus des métiers et qualifications comme le campus « patrimoine et artisanat d’excellence » dans la Grande Écurie du château de Versailles,.
Au printemps 2023, elle est candidate à la direction générale de la Fédération française de football.
Elle quitte ses fonctions de rectrice en juillet 2023 et se met en disponibilité de la fonction publique pour rejoindre le groupe privé d'enseignement supérieur IONIS Education Group,. Elle quitte le groupe en mars 2024.

## Controverses

### Port du voile pendant une sortie scolaire
Le 7 novembre 2019, elle écourte sa visite à l'école Charles-de-Gaulle de Clamart car trois femmes voilées sont présentes dans l'établissement, arguant que l'obligation de neutralité « s'impose aux parents volontaires pour participer à des activités d'enseignement pour lesquelles ils exercent des fonctions similaires à celles des enseignants » selon le vademecum « La Laïcité à l'École » publié par le ministère de l'Éducation nationale,. Sa réaction est alors critiquée par Stéphane Crochet du syndicat UNSA Éducation et Francette Popineau du SNUIPP-FSU, qui regrettent l'absence de dialogue.

### Affaire Samuel Paty
Après l'Assassinat de Samuel Paty le 16 octobre 2020, le rectorat de l'académie de Versailles est mis en cause pour n'avoir pas réagi à la demande de protection du professeur face aux menaces de mort dont il faisait l'objet et la famille de Samuel Paty dépose une plainte pour non-assistance à personne en danger, et leur avocate questionne la responsabilité des services de l’Etat, des ministère de l’Intérieur et de l’Education nationale. Certains médias indiquent que l'inspection académique préparait en fait un rappel aux « règles de laïcité et de neutralité » à son encontre pour la façon dont il avait présenté en cours d'instruction civique la page de caricatures de Charlie Hebdo,, mais sans envisager de sanctions,,.

### Pantouflage
Son départ de la fonction de rectrice en juillet 2023 suscite une controverse. Certains voient ce mouvement comme un symbole du changement de perception de la fonction de recteur, autrefois considérée comme une consécration universitaire. Le fait qu'elle quitte un poste de haute fonction publique pour rejoindre le secteur privé (familièrement appelé  « pantouflage ») soulève des questions sur les conflits d'intérêts et l'utilisation des ressources et des connaissances accumulées dans le secteur public.

### Suicide d'un adolescent
En décembre 2022, le harcèlement scolaire d'un adolescent est signalé dans un lycée professionnel de Poissy (Yvelines) et ses parents sont reçus en mars par la direction, de même que les deux jeunes accusés de harcèlement, dont les parents ont été contactés. Puis le père a déposé une main courante pour harcèlement en avril au commissariat de Poissy. En mai 2023, le rectorat de Versailles répond au courrier des parents à l'administration par un courrier qui minimise le harcèlement et menace d'accuser les parents de dénonciations calomnieuses envers la direction du lycée. L'adolescent se suicide le 5 septembre 2023 et la lettre est publiée le 16 septembre dans les médias, suscitant un tollé, face auquel « le gouvernement veut se montrer réactif ». Un courrier au contenu similaire envoyé par le rectorat dans le cadre d'une autre plainte, est révélé le 22 septembre,,.
La classe politique tant au gouvernement, notamment le ministre de l'Éducation nationale et de la Jeunesse, que dans l'opposition réagissent à cette affaire,,. Le 23 septembre 2023, Charline Avenel présente des excuses en son nom et au nom de l'institution qu'elle dirigeait, déplorant des failles dans la procédure,. En octobre 2024, à la suite de l'enquête de l’IGESR sur l'affaire, la secrétaire générale du gouvernement l'informe qu’il n’y aura pas de “sanction disciplinaire" à son encontre.

## Décorations
- Commandeur de l'ordre des Palmes académiques, ex officio en tant que rectrice d'académie[41]
- Chevalier de l'ordre des Arts et des Lettres, le 12 mai 2021[42].